# 簗瀬一雄
簗瀬 一雄（やなせ かずお、1912年5月5日 - 2008年9月14日）は、日本の国文学者、豊橋技術科学大学名誉教授。

## 概要
東京生まれ。早稲田大学国文科卒業。1960年「俊恵及び長明の研究」で法政大学文学博士。豊田工業高等専門学校教授、1978年豊橋技術科学大学教授、1982年定年退官、名誉教授。
愛知に在住していた1958年から1972年にかけ、著作研究および未刊古典の翻刻私家版「碧冲洞叢書」を謄写版で100冊発行した。歌集も多く刊行している

## 著書
- 鴨長明の新研究 中文館 1938、風間書房 1962
- 萬葉集の鑑賞 興文閣書房 1938（古典文学叢書）、萩原星文館 1948（増訂版）
- 國学入門 加藤中道館 1942
- 中世日本文学序説 荻原星文館 1943
- 雨月物語新釈 文法詳解 加藤中道館 1954
- 歌集 淡き銀河 沃野社 1957（沃野叢書）
- 歌集 白真弓 碧沖洞 1970
- 方丈記解釈大成 大修館書店 1972
- 説話文学研究 三弥井書店 1974
- 簗瀬一雄著作集　加藤中道館（全9巻） 1975-1986

1 俊恵研究 1977.12
2 鴨長明研究 1980.10
3 発心集研究 1975
4 中世和歌研究 1981.6
5 近世和歌研究 1978.9
6 近代短歌研究 1982.10
7 物語・説話研究 1984.5
8 随筆・紀行研究 1985.5
9 仏教文学研究 1986.7
- 無名抄全講 加藤中道館 1980.5
- 歌集 伊佐々川 碧冲洞 1981.5
- 方丈記 古典を読む 大修館書店 1981.6
- 本居宣長とその門流 1・2 和泉書院 1982-1990（和泉選書）
- 糺の森 随筆集 和泉書院 1985.3（和泉選書）
- 歌集 花残月 碧冲洞 1985.5
- そよぐ梢 第二随筆集 和泉書院「随筆文庫」 1989
- 社寺縁起の研究 勉誠社 1998.2
- 長寿楽 随筆集 私家版 1999.11

### 編・校訂など
- 鴨長明全集 冨山房百科文庫 1940、風間書房 1971（校註）
- 高畠式部全歌集 基督教印刷 1958
- 阿仏尼全集 風間書房 1958
- 方丈記 鴨長明 角川文庫 1967 / 角川ソフィア文庫 改版2010
- 方丈記諸注集成 豊島書房 1969
- 一言芳談 角川文庫 1970
- 方丈記 全注釈 角川書店「日本古典評釈全注釈叢書」 1971。オンデマンド版2010
- 発心集 鴨長明 角川文庫 1975
- 内外因縁集・因縁集 古典文庫 1975
- 十六夜日記・夜の鶴注釈 武井和人共著 和泉書院 1986.8
- 穂井田忠友全歌集 和泉書院 1987.3（和泉選書）
- 横井千秋全歌集 和泉書院 1992.4（和泉選書）

## 碧冲洞叢書
- 中世散佚歌集の研究 第1・2 1958-1965 (碧冲洞叢書)
- 俊恵法師全歌集 1959 (碧冲洞叢書)
- 近世歌人書簡集 第1-3冊 熊谷武至、山本嘉将共編 1961-1963 (碧冲洞叢書)
- 校合二巻本宝物集 平康頼 1961 (碧冲洞叢書)
- 式子内親王全歌集 1961 (碧冲洞叢書)
- 金沢文庫所蔵今鏡断簡 1961 (碧冲洞叢書)
- 古巣物語 1961 (碧冲洞叢書)
- 異本方丈記 1961 (碧冲洞叢書)
- 栗田土麻呂ぬし家集 1961 (碧冲洞叢書)
- 和歌文学の研究 第1 1961 (碧冲洞叢書)
- 高畠式部の研究 1961 (碧冲洞叢書)
- 新古今七十二首秘歌口訣 平間長雅 1961 (碧冲洞叢書)
- 尊円法親王法花経百首法花経和歌 1961 (碧冲洞叢書)
- 熊谷直好の日記 熊谷武至共編 1961-1962 (碧冲洞叢書)
- 熊谷直好資料集 第1-3冊 熊谷武至、兼清正徳共編 1962-1967 (碧冲洞叢書)
- しみづのくわんじゃ・清水物語 水原一共編 1962 (碧冲洞叢書)
- 同類和歌抄 源承 福田秀一共編 1962 (碧冲洞叢書)
- 方丈記宜春抄 仁木宜春 1962 (碧冲洞叢書)
- 百人一首美濃抄 1962 (碧冲洞叢書)
- 愛宕山神道縁起 1962 (碧冲洞叢書)
- 新古今抜書 藤平春男共編 1962 (碧冲洞叢書)
- 新撰蔵月和歌鈔 第1-4冊 1962-1963 (碧冲洞叢書)
- 俊恵及び長明の研究 第1・2 1963 (碧冲洞叢書)
- 雑談鈔 1963 (碧冲洞叢書)
- 日記紀行集 第1-6冊 熊谷武至共編 1963-1970 (碧冲洞叢書)
- 岑栢家集 海北若冲 熊谷武至共編 1963 (碧冲洞叢書)
- 説話資料集 第1-5冊 1964-1967 (碧冲洞叢書)
- 未刊和歌資料集 第1-11冊 井上宗雄、小内一明、和田英道共編 1964-1971 (碧冲洞叢書)
- 寛文十一年写宝物集 平康頼 1964 (碧冲洞叢書)
- 仏教説話集 1964 (碧冲洞叢書)
- 新古今釈教之部注 1964 (碧冲洞叢書)
- 御裳濯和歌集 寂延 1964 (碧冲洞叢書)
- いまむらの家集 今村楽 1964 (碧冲洞叢書)
- 再訂住吉物語 1964 (碧冲洞叢書)
- 為久卿御詠 冷泉為久 1964 (碧冲洞叢書)
- 松緑集 1964 (碧冲洞叢書)
- 建部綾足家集 1965 (碧冲洞叢書)
- 詞花和歌集解 熊代繁里 1965 (碧冲洞叢書)
- 蓬蘆歌談 村上忠順 1965 (碧冲洞叢書)
- 藤川百首諸註集成 第1-2冊 1966-1972 (碧冲洞叢書)
- 近世公宴和歌 第1-2冊 小内一明共編 1966-1967 (碧冲洞叢書)
- 水鏡 第1-3冊 1967-68 (碧冲洞叢書)
- 鹿苑院殿義満公集 足利義満 1967 (碧冲洞叢書)
- 彦陽和歌集 1967 (碧冲洞叢書)
- 百首集註 百人一首酔月抄 森嘉基 1968 (碧冲洞叢書)
- 百人一首水無月抄 1968 (碧冲洞叢書)
- 小倉山仮庵抄 小野高潔 1968 (碧冲洞叢書)
- 千代古道集 村上忠順 1968 (碧冲洞叢書)
- 百一首和歌資譚 釈洪音 1968 (碧冲洞叢書)
- 清水冠者物語集 第1-2冊 水原一、藤井隆共編 1968-1970 (碧冲洞叢書)
- 百人一首芝釈 芝山持豊 1969 (碧冲洞叢書)
- 源語研究資料集 伊井春樹共編 1969 (碧冲洞叢書)
- 漫吟集竜公美本 契沖 1970 (碧冲洞叢書)
- 碧冲洞叢書 臨川書店（全16巻） 1995-1996